# Mónica Zwaig
Mónica Zwaig (Francia, 1981) es una escritora, abogada, dramaturga, actriz y traductora franco-argentina. Su primera novela, Una familia bajo la nieve (2021), fue una de las diez obras finalistas del Premio Nacional de Novela Sara Gallardo 2022. Su obra, caracterizada por el uso del humor y la ironía, reflexiona sobre el lenguaje, la pertenencia y el desarraigo.  
Además de su labor literario, Zwaig trabajó en el CONADIS y el CELS en los juicios por crímenes de lesa humanidad de la Argentina.

## Biografía
Mónica Zwaig nació en el año 1981 en Francia, como hija de padres argentinos exiliados en ese país debido a la última dictadura militar argentina. En 2007, se radicó en la Argentina, donde comenzó su trabajo como abogada en el CONADI y el Centro de Estudios Legales y Sociales y testigo de juicios de lesa humanidad.
En 2018, estrenó, en colaboración el escritor Félix Bruzzone, la obra teatral Cuarto intermedio. Guía práctica para audiencias de lesa humanidad, acerca de su experiencia en dichos juicios.
En 2021, publicó su primera novela, Una familia bajo la nieve, sobre el exilio de una familia argentina en Francia. El texto fue bien recibido y resultó uno de los diez finalistas del Premio Nacional de Novela Sara Gallardo 2022. En 2023, publicó La interlengua, su segunda novela, sobre una mujer francesa que intenta aprender italiano.

## Obra

### Novela
- Una familia en la nieve (2021, Blatt & Ríos)
- La interlengua (2023, Blatt & Ríos)

### Teatro
- Cuarto intermedio. Guía práctica para audiencias de lesa humanidad (2018, en colaboración con Félix Bruzzone)